# المر بلت
اِلمِر بِلت (انگلیسی: Elmer Belt؛ ۱۰ آوریل ۱۸۹۳ - مه ۱۹۸۰) یک ارولوژیست و جراح آمریکایی و پیشگام در جراحی تغییر جنسیت بود. او همچنین به عنوان مجموعه دار آثار مربوط به لئوناردو دا وینچی شناخته می‌شود. دکتر بلت این مجموعه که شامل کتاب‌ها و آثار با ارزش داوینچی و همچنین دوره رنسانس ایتالیا می‌باشد را در سال ۱۹۶۱ به دانشگاه کالیفرنیا اهدا نمود.
این مجموعه هم‌اکنون در کتابخانه دانشگاه کالیفرنیا نگهداری می‌شود.

## زندگی حرفه‌ای
دکتر بلت استاد اورولوژی وجراحی در دانشکده پزشکی دانشگاه کالیفرنیا بود؛ و جراحی مرد به زن را پس از تماس با هری بنجامین آغاز کردند.
پیش از آنکه کریستینه یورگنسن به عنوان اولین کسی که در آمریکا جراحی تغییر جنسیت داده است، تیتر اخبار بشود، دکتر بلت به مدت چند سال به جراحی‌های تغییر جنسیت می‌پرداخت. ایشان در درجه اول جراحی‌های تغییر جنسیت مرد به زن انجام می‌دادند، اما جراحی تغییر جنسیت زن به مرد هم توسط ایشان انجام شده بود.
برخی از معروف‌ترین بیماران ایشان عبارتند از:

Patricia Morgan, Mario Martino and Aleshia Brevard

دکتر بلت در سال ۱۹۶۲ میلادی به اجبار خانواده جراحی‌های تغییر جنسیت را متوقف نمود.

## تالیف‌ها
- Belt, Elmer (1955), Leonardo the anatomist, Logan Clendening lectures on the history and philosophy of medicine, Ser. 4, Univ. of Kansas Press, OCLC 255148312
- Belt, Elmer (1937), تکنیک‌های جراحی با تصاویر متحرک, A. R. Fleming co, OCLC 58932480

## مرگ
دکتر بلت در تاریخ ۱۹۸۰ از دنیا رفت.